# 반슬라브주의
반슬라브 감정 또는 슬라브포비아는 다양한 슬라브족에 대한 편견, 집단적 증오, 차별을 의미한다. 인종 차별 및 제노포비아와 함께, 역사 전반에 걸쳐 반슬라브 감정의 가장 흔한 발현은 일부 슬라브족이 다른 민족에 비해 열등하다는 주장이었다. 이 감정은 제2차 세계 대전 중 절정에 달했는데, 이때 나치 독일은 대부분의 슬라브족(특히 폴인, 러시아인, 벨라루스인, 세르브인, 우크라이나인, 크로아트인)을 "하위 인간"(Untermenschen)으로 분류하고 게네랄플란 오스트와 굶주림 계획을 통해 수백만 명을 학살했다. 슬라브포비아는 미국에서도 두 번 나타났다. 첫 번째는 진보 시대 동안 동유럽 출신 이민자들이 서유럽계 미국 시민 주류 계층의 반대에 부딪혔을 때였고, 두 번째는 냉전 기간 동안 미국이 소련과 치열한 세계적 경쟁에 돌입했을 때였다.

## 국가별

### 알바니아
20세기 초, 알바니아의 반슬라브주의는 오스트리아-헝가리 수도원에서 공부한 프란치스코회 수도사들의 작업으로 발전했다. 이는 최근 슬라브 이웃들에 의한 알바니아인 학살 및 추방 이후였다. 알바니아 지식인들은 "우리 알바니아인들은 발칸 반도의 원시적이고 토착적인 민족이다. 슬라브인들은 어제 아시아에서 온 정복자이자 이민자이다."라고 자랑스럽게 주장했다. 소련 역사 편찬에서는 알바니아의 반슬라브주의가 가톨릭 성직자들에 의해 고취되었다고 보는데, 이들은 가톨릭 성직자와 슬라브인들이 "알바니아에서 오스트리아-헝가리 제국주의의 탐욕스러운 계획"에 반대했기 때문에 슬라브족에 반대했다는 것이다.

### 이탈리아

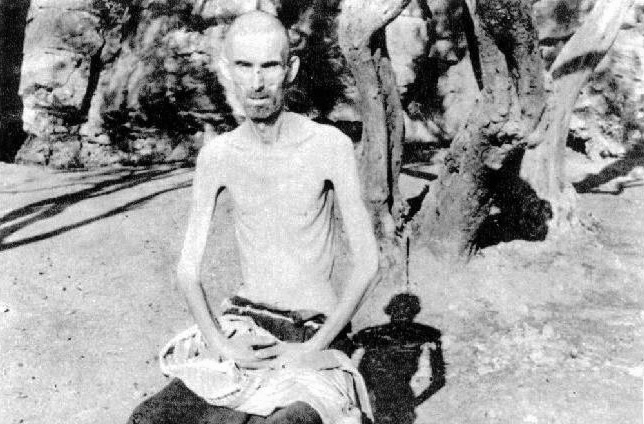
현재 크로아티아에 있는 라브섬의 이탈리아 라브 강제 수용소에서 심각한 영양실조로 고통받는 야위고 마른 남성 수감자. 이 수용소에 갇힌 대부분의 사람들은 슬라브족(주로 크로아트인과 슬로벤인)이었다.

1920년대, 이탈리아 파시스트들은 유고슬라비아인, 특히 크로아티아인과 세르브인을 증오했다. 그들은 세르브인과 크로아티아인들이 "선조적인 충동"을 가지고 있다고 비난했으며, 유고슬라비아인들이 "동양 프리메이슨과 그 자금"을 위해 음모를 꾸미고 있다고 주장했다. 한 반유대주의 주장은 세르브인들이 "사회민주주의적, 프리메이슨 유대인 국제주의 음모"에 연루되어 있다고 말했다.
베니토 무솔리니는 슬라브족을 열등하고 야만적이라고 여겼다. 그는 크로아트인이 이탈리아가 영유권을 주장하는 지역인 달마티아를 차지하려 했기 때문에 이탈리아에 위협이 된다고 믿었으며, 그 위협이 제1차 세계 대전 말에 이탈리아인들을 단결시켰다고 주장했다. "유고슬라비아인들이 아드리아해 전체 해안을 따라 정착하는 것을 보게 될 위험은 우리 불행한 지역의 정수들을 로마로 모이게 했다. 학생, 교수, 노동자, 시민—대표적인 인물들—은 장관들과 직업 정치인들에게 간청하고 있었다." 이러한 주장들은 종종 유고슬라비아인들이 그 지역에 새로 온 이방인이며, 슬라브족에게 점령당한 고대 이탈리아인들과는 다르다는 점을 강조하는 경향이 있었다.
무솔리니의 사위이자 나중에 무솔리니에 의해 처형된 파시스트 이탈리아의 외무장관이었던 갈레아초 치아노 백작은 자신의 일기에 다음과 같이 썼다.
비두소니가 나를 찾아왔다. 몇 가지 시시한 이야기를 나눈 후, 그는 몇 가지 정치적 암시를 하고 슬로벤인들에 대한 야만적인 계획을 발표한다. 그는 그들을 모두 죽이고 싶어 한다. 나는 백만 명이나 된다는 것을 관찰할 자유가 있다. "그것은 중요하지 않다."라고 그는 단호하게 대답한다.

### 캐나다
캐나다에서 많은 제노포비아적인 백인 우월주의자들은 특히 1900년대 초부터 제2차 세계 대전이 끝날 때까지 자국의 "앵글로색슨" 문화와 깊이 연결되어 있었다. 캐나다의 쿠 클럭스 클랜은 상대적으로 동유럽계 인구가 많은 서스캐처원주와 앨버타주에서 두드러졌다. 우크라이나, 러시아, 폴란드 출신 이민자들은 자주 비난받고 표적이 되었다.
제1차 세계 대전 동안 수천 명의 우크라이나계 캐나다인은 캐나다의 토착주의자들이 그들을 캐나다의 서유럽 유산에 대한 "위협"으로 여겼기 때문에 "적국인"으로 간주되었다. 이로 인해 그들 중 많은 수가 강제 수용소에 수용되었다. 오스트리아-헝가리 제국에서 최근 이민 온 우크라이나인에 대한 끊임없는 차별이 있었다.

### 독일
반슬라브 감정은 나치 독일 시대에 절정에 달했지만, 독일은 오랫동안 슬라브포비아 역사를 가지고 있다. 특히 프로이센의 게르만 민족은 종종 폴란드인들을 부정적으로 묘사했는데, 이는 나치 정권의 미래 슬라브포비아와 유사했다. 튜턴 기사단은 중세 시대와 이후 독일 민족주의 개념인 "드랑 나흐 오스텐"(동방 진출)에 참여함으로써 초기 독일의 반슬라브 감정을 형성하는 데 근본적인 역할을 했다. 13세기부터 기사단은 기독교화와 문명화 사명을 구실로 프로이센인, 리투아니아인, 포모제인을 포함한 동부 발트 지역의 이교도 및 슬라브 민족에 대한 십자군 원정을 시작했다. 이 영토의 정복과 식민화에는 토착 슬라브 및 발트 문화의 억압, 강제 개종, 독일 식민 개척자의 정착이 포함되었다. 이러한 행동은 슬라브족을 야만적이고 도덕적으로 결함이 있으며 정치적으로 열등하다고 묘사함으로써 정당화되었는데, 이는 페터 폰 두스부르크와 같은 튜턴 연대기 작가들에 의해 강화된 서사였다. 기사단은 독일 법률 시스템과 언어를 강요하여 독일 정체성이 우월하다고 여겨지는 지속적인 문화적 위계를 형성하는 데 기여했다.
니콜라이 울리야노프|ru|Ульянов, Николай Иванович는 1968년 기사 "Замолчанный Маркс"(침묵하는 마르크스)에서 마르크스주의의 창시자인 카를 마르크스와 프리드리히 엥겔스의 반슬라브주의에 대한 충분한 증거를 제공한다. 예를 들어, 엥겔스는 1849년 기사 "마자르인의 투쟁"에서 오스트리아 제국에 사는 슬라브족을 독일계 오스트리아인들에 의해 "구원받아야 할" "야만인"으로 썼다.
구스타프 프라이타크의 1855년 소설 Soll und Haben ("빚과 신용")은 19세기 독일에서 가장 많이 읽힌 소설 중 하나였으며, 반유대주의적 정서와 함께 폴란드인들을 무능하게 묘사하는 내용이 담겨 있었다.

#### 나치 독일

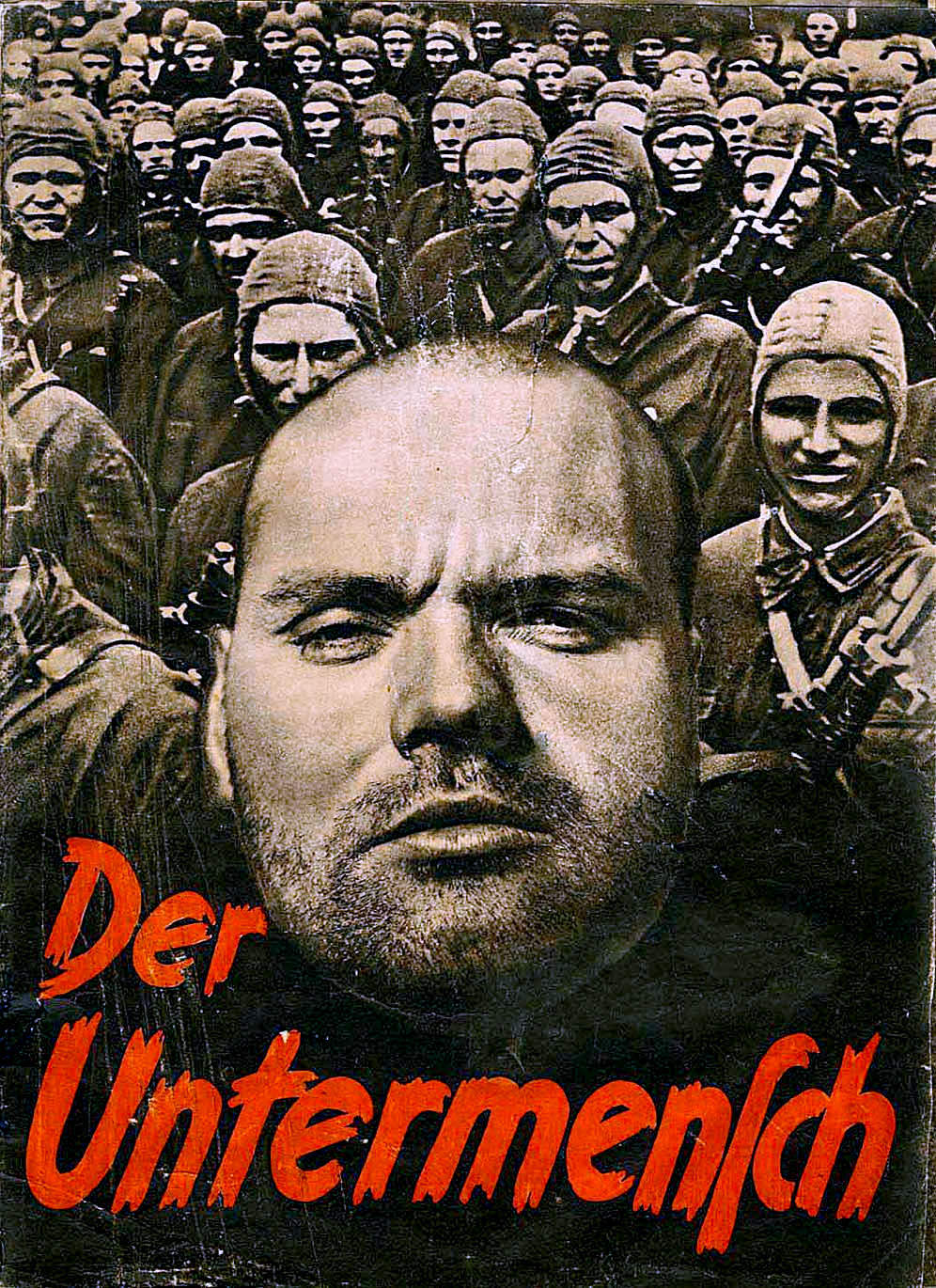
1942년 출판된 악명 높은 SS 소책자 "하위 인간(Der Untermensch)"의 표지. 나치 독일은 이 선전 소책자 4백만 부를 인쇄하여 점령 지역 전역에 배포했다. 이 인종차별적인 책자는 슬라브족, 유대인 및 동유럽의 다양한 주민들을 원시적인 사람으로 묘사했다.

반슬라브 인종차별은 나치즘의 이데올로기 내에서 중요한 역할을 했다. 아돌프 히틀러와 국가사회주의 독일 노동자당은 슬라브 국가들, 특히 폴란드, 소련, 유고슬라비아와 그들의 슬라브족 민족들이 "하위 인간"(Untermenschen)이라는 믿음을 가지고 있었다. 그들의 관점에 따르면, 이들 슬라브 국가들은 외국 실체로 간주되었고 아리아 지배 인종의 일부로 여겨지지 않았다. 나치 독일은 소련을 유럽인들의 "아시아적 적"으로 묘사했을 뿐만 아니라, 그 인구를 유대인과 공산주의자들의 통제를 받는 열등한 하위 인간으로 묘사했다.
히틀러의 자서전인 나의 투쟁은 반슬라브적 견해를 표명했다. 그는 "슬라브족의 국가 건설 능력에 대해 최대한 의심해야 한다"고 썼으며, 처음부터 슬라브족을 대게르만국에 편입하는 생각을 거부했다.
히틀러는 슬라브족을 인종적으로 열등하다고 여겼는데, 그의 견해에 따르면 10월 혁명은 유대인들을 슬라브족 대중의 권력으로 만들었고, 그들은 그의 정의에 따르면 스스로를 다스릴 수 없었지만 대신 유대인 주인들에게 지배받았기 때문이다. 그는 현대 러시아의 발전이 슬라브적 요소가 아닌 게르만적 요소의 작업이라고 생각했지만, 그러한 성과들이 10월 혁명에 의해 취소되고 파괴되었다고 믿었다. 나의 투쟁에서 그는 다음과 같이 썼다. "러시아 국가 형성의 조직은 러시아 슬라브족의 정치적 능력의 결과가 아니라, 열등한 인종에서 독일적 요소의 국가 형성 효율성의 경이로운 예일 뿐이었다."
나치에 따르면 독일 국민은 과잉 인구를 부양하기 위해 더 많은 영토가 필요했기 때문에, 정복 및 인구 감소 이데올로기가 중앙유럽과 동유럽에 대해 레벤스라움 원칙에 따라 형성되었다. 이는 독일이 동쪽으로 국경을 확장하려는 "자연적 열망"(드랑 나흐 오스텐)을 가지고 있다는 오래된 독일 민족주의 주제에 기반을 두고 있었다. 나치의 슬라브족 정책은 슬라브 인구의 대부분을 말살하거나 노예화하고 그들의 땅을 수백만 명의 독일 민족 및 기타 게르만 민족으로 재 засе시키는 것이었다. 그 결과로 발생한 집단학살 게네랄플란 오스트에 따르면, 수백만 명의 독일인 및 기타 "게르만족" 정착민들이 정복된 영토로 이동할 것이며, 원래의 슬라브 주민들은 전멸, 제거 또는 노예화될 예정이었다. 이 정책은 특히 소련에 집중되었는데, 소련만이 이 목표를 달성하기에 충분한 영토를 제공할 수 있다고 여겨졌기 때문이다.
"히틀러는 이미 존재하던 반유대주의, 반볼셰비즘, 반슬라브 감정이라는 생각에 집단학살적인 대안의 형태를 부여했다. 즉, 우리가 살아남거나 유대인, 볼셰비키, 슬라브족—동방의 사람들—이 살아남는 것이다. 그는 인종적 계층 이론을 바탕으로 유럽과 아시아 인구의 일부를 대상으로 한 절멸 프로그램과 게르만족 "신질서" 창조를 위한 지침을 만들었다. ... 나치의 레벤스라움 개념은 동방 정복의 중요한 동기 요소인 반슬라브주의를 솔직하게 언급하지 않고는 완전히 설명될 수 없다."
게네랄플란 오스트의 일환으로 나치 독일은 굶주림 계획을 개발했는데, 이는 동유럽 땅에서 생산된 모든 식량을 압수하여 주로 독일군에게 전달하는 강제 기아 프로그램이었다. 이 계획의 완전한 시행은 궁극적으로 2천만에서 3천만 명(주로 러시아인, 벨라루스인, 우크라이나인)의 아사와 죽음을 초래했을 것이다. 이 계획에 따라 1941년부터 1944년까지 4백만 명 이상의 소련 시민이 굶어 죽은 것으로 추정된다. 재정착 정책은 독일과 인접해 있었기 때문에 점령된 폴란드에서 훨씬 더 진보된 단계에 도달했다.
전략적 이유로 나치는 우크라이나 협력자, 유고슬라비아 침공 후 수립된 크로아티아 독립국, 체코슬로바키아 점령 후 수립된 슬로바키아 공화국 (1939년-1945년) 및 불가리아와 동맹을 맺음으로써 일부 이데올로기적 이론에서 벗어났다. 유고슬라비아 장군 밀란 네디치도 나치 독일의 세르비아 괴뢰 정부를 이끌었다. 나치는 크로아티아인들이 "슬라브족보다 게르만족에 가깝다"고 주장하며 이러한 동맹을 공식적으로 정당화했는데, 이는 "크로아티아인들이 고대 고트인의 후손이며 범슬라브 사상은 인위적인 것으로 강요되었다"는 견해를 지지한 크로아티아의 지도자 안테 파벨리치에 의해 전파된 생각이었다. 히틀러는 또한 불가리아인들이 "튀르크멘족"이고, 체코인과 슬로바키아인들은 몽골족 혈통이라고 믿었다. 유고슬라비아를 정복한 후에는 대신 주로 유대인과 로마(집시) 인구를 표적으로 삼았다.

#### 나치 독일 이후
제2차 세계 대전 이후 슬라브포비아는 덜 만연해졌지만, 여전히 어느 정도 지속되고 오늘날에도 지속된다. 독일의 슬라브계 이민자들은 억양, 성, 요리 때문에 차별을 경험한다. 2022년 러시아의 우크라이나 침공 이후, 독일의 러시아어 사용자들이 증가된 차별에 직면했는데, 대부분 수십 년 동안 독일에 살았고 많은 이들이 전혀 러시아인이 아님에도 불구하고 러시아의 전쟁 행위에 대한 집단적 비난을 포함한다. 러시아어가 소련의 링구아 프랑카였기 때문에, 독일에서 러시아어를 사용하는 이민자는 소련의 영향을 받은 어느 곳에서든 올 수 있었다.

### 그리스
전통적으로 그리스에서는 슬라브족을 "고대 그리스의 영광을 분리하고 그리스에 쇠퇴와 파멸의 시대, 즉 암흑기를 가져온 침략자"로 여겼다. 1913년 그리스가 북부 그리스의 슬라브족 거주 지역을 장악했을 때, 슬라브어 지명은 그리스어로 변경되었으며, 그리스 정부에 따르면 이는 "조국의 아름다운 모습을 더럽히고 손상시키는 모든 이름을 제거하는 것"이었다.
반슬라브 감정은 그리스 내전 중에 고조되었는데, 마케도니아 파르티잔들은 그리스 민주군과 동맹을 맺었지만 동등하게 대우받지 못하고 모든 곳에서 차별을 겪었다. 그들은 자신을 그리스인이 아닌 슬라브족으로 정체화했기 때문에 "죄"를 지었다고 비난받았다. 마케도니아 파르티잔들은 다른 차별 행위들 외에도 절멸 위협, 신체적 공격, 살인, 정착지 공격, 강제 추방, 이동의 자유 제한, 관료적 문제 등을 겪었다. 그들은 그리스 좌파와 동맹을 맺었음에도 불구하고 슬라브족 정체성 때문에 마케도니아인들은 그리스 좌파에게 의심과 적대감을 받았다.
1948년, 그리스 민주군은 그리스계와 슬라브계 모두를 포함하여 수만 명의 아동 난민을 대피시켰다. 1985년, 난민들은 그리스로 재입국하여 그리스 시민권을 주장하고 재산을 되찾을 수 있도록 허용되었지만, "그리스 혈통"인 경우에만 가능하여 슬라브 정체성을 가진 사람들은 그리스 시민권을 얻거나 그리스에 입국하거나 재산을 주장하는 것이 금지되었다.
오늘날 그리스 정부는 자국의 마케도니아 민족 및 다른 슬라브 소수 민족의 존재를 인정하지 않으며, 이들이 존재하지 않는다고 주장함으로써 인권 조약에 의해 보장되는 어떠한 권리도 부여할 필요가 없다고 주장한다.

### 미국
미국은 오랫동안 슬라브포비아 역사를 가지고 있다. 슬라브포비아는 1900년대 초 유럽 이민의 "두 번째 물결" 동안 본격적으로 시작되었는데, 이 시기에 많은 남유럽 및 동유럽 사람들이 미국으로 이민 왔다. 이들은 주로 북유럽과 서유럽 출신의 "구" 이민자들의 반대에 부딪혔다. 이러한 태도는 1924년 이민법으로 정점에 달했는데, 이 법은 미국에 입국할 수 있는 남유럽 및 동유럽 국가 출신자들의 수를 제한하고 할당량을 설정했다. 슬라브족은 미국 사회에 동화될 수 없는 "열등한 인종"으로 간주되었다. 그들은 원래 "완전히 백인" (따라서 완전히 미국인)으로 여겨지지 않았으며, 슬라브족의 "백인성"은 오늘날까지도 논쟁의 대상이지만, 대부분의 사람들은 그들을 코카서스 문화권으로 간주한다.
미국에서 슬라브포비아는 냉전 동안 다시 심화되었는데, 이때 미국이 소련을 불신했기 때문에 모든 국적의 슬라브족은 적으로 간주되었다. 발칸 전쟁 (미국이 종종 개입했던)은 발칸 민족들의 "극심한 전쟁 폭력 성향" 때문에 불가피하다고 여겨졌다. 미국 정부는 소국들의 자결권을 옹호한다고 주장하면서도, 동유럽과 발칸의 많은 나라들에게 자결권을 부인했다. 그 결과, 미국과 서방 국가의 많은 슬라브족은 성을 영어식으로 바꾸고 슬라브 문화를 축소하라는 압력을 느꼈고 (그리고 계속 느끼고 있다). 예를 들어, 영화 파운더에서 체코계 미국인 레이 크로크는 맥도널드 형제로부터 맥도널드 브랜드를 끈질기게 빼앗으려 했지만, 그는 쉽게 그들의 시스템을 훔쳐 자신의 회사를 세울 수도 있었다. 그는 회사의 진정한 가치가 이름에 있다는 것을 알았다. 사람들은 "크로크의"라는 이름의 식당에서는 덜 먹으려 했을 것이다.
미국 대중문화에서 슬라브족(특히 러시아인)은 보통 사악하고 폭력적인 범죄자 또는 무지하고 눈치 없는 코믹 릴리프로 묘사된다. "멍청한 폴란드인" 농담 또는 "폴란드인 농담"(폴란드인에 대한 모욕적인 농담)은 미국에서 반폴란드 감정의 한 가지 표현이며, 여러 시대의 다양한 매체에서 찾아볼 수 있다.
슬라브포비아는 러시아의 우크라이나 침공 이후 미국에서 다시 부활했으며, 러시아계 미국인과 러시아계 사람들은 러시아 정부의 행동에 대해 집단적으로 비난받고 있다.

## 같이 보기
- 반가톨릭주의
- 반크로아티아 감정
- 반폴란드
- 반러 감정
- 반세르비아 감정
- 반우크라이나 감정
- 알바니아의 유고슬라비아인 추방 (1948–1954)
- 체코 문제의 최종 해결
- 범슬라브주의
- 동방 정교회 기독교인 박해
- 그리스 마케도니아의 슬라브어 화자
- 자모시치 봉기
- 슬라브 애호주의

## 더 읽어보기
- Borejsza, Jerzy W. (1988). 《Antyslawizm Adolfa Hitlera》. Warszawa: Czytelnik. ISBN 9788307017259.
- Borejsza, Jerzy W. (1989). 〈Racisme et antislavisme chez Hitler〉. 《La politique nazie d'extermination》. Paris: Albin Michel. 57–74쪽. ISBN 9782226038753.
- Bystrov, V. U., and A. E. Kotov. "'Demos In Its Absolute Beauty': Conservative Criticism of Slavs and Liberal Pan-Slavism in the 1860s-1880s." Studia Culturae 35 (2019): 9+ online.
- Connelly, John (1999). 《Nazis and Slavs: From Racial Theory to Racist Practice》. 《Central European History》 32. 1–33쪽. doi:10.1017/s0008938900020628. PMID 20077627. S2CID 41052845.
- Connelly, John (2010). 〈Gypsies, Homosexuals, and Slavs〉. 《The Oxford Handbook of Holocaust Studies》. New York: Oxford University Press. 274–289쪽. ISBN 9780199211869.
- Đorđević, Vladimir, et al. "Beyond Contemporary Scholarship and toward Exploring Current Manifestations of Pan-Slavism."  Canadian-American Slavic Studies 55.2 (2021): 147–159.
- Ersch, Johann Samuel, 편집. (1810). 《Erdbeschreibung》. 《Allgemeine Literatur-Zeitung》 2 (Halle-Leipzig). 465–472쪽.
- Fagard, Michel (1977). 《L'antislavisme allemand a travers les publications specialisees des annees 1914 a 1921》. Thèse de doctorat. Paris: Université de Paris VIII.
- Ferrari-Zumbini, Massimo (1994). 《Grosse Migration und Antislawismus: Negative Ostjudenbilder im Kaiserreich》. 《Jahrbuch für Antisemitismusforschung》 3. 194–226쪽. ISBN 9783593350301.
- Hund, Wulf D.; Koller, Christian; Zimmermann, Moshe, 편집. (2011). 《Racisms Made in Germany》. Münster: LIT Verlag. ISBN 9783643901255.
- Jaworska, Sylvia (2011). 《Anti-Slavic imagery in German radical nationalist discourse at the turn of the twentieth century: A prelude to Nazi ideology?》 (PDF). 《Patterns of Prejudice》 45. 435–452쪽. doi:10.1080/0031322x.2011.624762. S2CID 3743556. 2018년 10월 22일에 원본 문서 (PDF)에서 보존된 문서. 2018년 2월 19일에 확인함.
- Konstantinova, Yura. "The Slavic and Anti-Slavic Idea in the Context of the East-West Dilemma. Slovenians, Bulgarians, and Greeks in Late 19th and Early 20th Centuries." Études balkaniques 3 (2015): 126–149.
- Leiberich, Michel (1977). 《L'antislavisme allemand dans la vie politique et quotidienne du kulturkapampf à la veille de la première guerre mondiale》. Thèse de doctorat. Paris: Université de Paris VIII.
- Libretti, Giovanni (1998). 《The Presumed Antislavism of Engels》. 《Beiträge zur Marx-Engels-Forschung》. 191–202쪽.
- Phillips, Megan. "Don’t Believe Everything You See at the Movies: The Influence of Anti-Communist and Anti-Slavic Governmental Propaganda in Hollywood Cinema in the Decade Following WWII." The Alexandrian 4.1 (2015). online
- Promitzer, Christian (2003). 〈The South Slavs in the Austrian Imagination: Serbs and Slovenes in the Changing View from German Nationalism to National Socialism〉. 《Creating the Other: Ethnic Conflict & Nationalism in Habsburg Central Europe》. New York: Berghahn Books. 183–215쪽. ISBN 9781782388524.
- Rash, Felicity (2012). 《German Images of the Self and the Other: Nationalist, Colonialist and Anti-Semitic Discourse 1871-1918》. Basingstoke: Palgrave Macmillan. ISBN 9780230282650.
- Rossino, Alexander B. Hitler strikes Poland: Blitzkrieg, ideology, and atrocity (University Press of Kansas, 2003) online review.
- Serrier, Thomas (2004). 〈Antislavisme et antisémitisme dans les confins orientaux de l'Allemagne au XIXe siècle〉. 《Normes culturelles et construction de la déviance》. Paris: École pratique des hautes études. 91–102쪽. ISBN 9782952156301.
- Sulyak, S. G. "The Slavic Factor in the History of Moldova: Scientific Research and Myth-Making." RUSIN 49.3 (2017): 144–162. online
- Wingfield, Nancy M., 편집. (2003). 《Creating the Other: Ethnic Conflict & Nationalism in Habsburg Central Europe》. Berghahn Books. ISBN 9781782388524.
- Wollman, Frank (1968). 《Slavismy a antislavismy za jara národů》. Praha: Academia.

### 반슬라브 문학의 예시
- Zecker, Robert M. "“A Slav Can Live in Dirt That Would Kill a White Man”: Race and the European “Other”." Race and America's Immigrant Press: How the Slovaks were Taught to Think Like White People. London: Bloomsbury Academic, 2011. 68–102.

Bloomsbury Collections. Web. 5 Oct. 2021. http://dx.doi.org/10.5040/9781628928273.ch-004